# 塞斯普罗蒂亚专区
塞斯普罗蒂亚专区（希臘語：Περιφερειακή ενότητα Θεσπρωτίας），是希腊伊庇鲁斯大区的一个专区。首府为伊古迈尼察。专区面积为1,515平方公里，2011年人口数量为43,587人。

## 行政
塞斯普羅蒂亞州最初成立于1937年。在2011年卡利克拉提斯改革方案中，希腊所有州份被取消。原塞斯普罗蒂亚州作为整体设立为塞斯普罗蒂亚专区。塞斯普罗蒂亚专区下分为3个市镇（括号内为地图中的数字）：
- 伊古迈尼察（1）
- 苏利（2）
- 菲利阿泰斯（3）